# 脱輪
脱輪 （だつりん） とは、
1. 自動車やオートバイの車輪が道路から外れ、排水溝などにはまるなどにより走行できなくなること。落輪ともいう。
2. 走行中に自動車から車輪が外れること。

1.の脱輪では、運転免許の取得の際の検定では、脱出不能とならないまでも、路肩の縁石に乗り上げただけで脱輪とみなされることがままある。オートバイでは一本橋から落ちることも指す。検定不合格の要因になる。
2.の脱輪では、脱輪したタイヤが歩行者等に当たって傷害、または死亡する事故も発生している。三菱ふそうトラック・バスが同社の大型車の設計不良を隠蔽し問題となった。